# Вигмунд
Вигмунд (англ. Wigmund, умер в 840) — король Мерсии (840), сын Виглафа.

## Биография
Вигмунд, возможно, правил Мерсией короткое время, после смерти отца. Однако по другой версии, он был соправителем Виглафа и умер ещё при его жизни, а престол Мерсии унаследовал сразу Вигстан.